# Glenea carinipennis
Glenea carinipennis är en skalbaggsart som beskrevs av Stefan von Breuning 1961. Glenea carinipennis ingår i släktet Glenea och familjen långhorningar. Inga underarter finns listade i Catalogue of Life.